# Zoya Semenduyeva
Zoya Yunoevna Semenduyeva (en ruso: Зоя Юноевна Семендуева, romanizado: Zoya Yunoévna Semenduyeva: ; en hebreo: זויה יונואבנה סמנדוייבה‎: ; Derbent, 20 de octubre de 1929–Netanya, 9 de abril de 2020) fue una poeta soviética - israelí que escribía en la lengua de los Judíos de Montaña (Juhuri). Fue miembro de la Unión de Escritores de Daguestán..

## Biografía
Zoya Semenduyeva nació como Zoya Yunoevna Haimova, hija de Naamo y Yuno Haimov en Derbent, en la RASS de Daguestán, Unión Soviética. Se mudó con sus padres a la capital de la república, Majachkalá, donde estudió contabilidad. En 1950 en Majachkalá, empezó a trabajar para la Casa de Impresión Estatal "Dagknigoizdat", donde conoció al que sería su marido, Akhom (Alexey) Eudovich Semenduyev, y quien era el director del Departamento de Edición.

## Carrera
Zoya Semenduyeva estaba inmersa en un entorno lleno de creadores literarios, lo cual la animó a probar su talento para la poesía. Sus primeros experimentos, todos en juhuri, fueron aprobados por los también poetas judíos de montaña Hizgil Avshalumov y Sergey Izgiyaev.
Su primera publicación tuvo lugar en 1960, en las páginas del almanaque soviético "Madre Patria" (en juhuri: "Ватан Советиму") y que era publicado en el idioma de los Judíos de Montaña. Su primera colección personal "La orden del corazón" (Juhuri: "Войгей дуьл") fue publicada en 1967, y a lo largo de su carrera en Daguestán hasta su emigración a Israel, Semendyueva publicó 10 colecciones de poesía. Los temas más recurrentes en sus obras eran su pueblo juhuro, el amor, la amistad, la guerra y la paz. Las obras de Semenduyeva han sido publicadas en diversas revistas literarias de Moscú. Dos de sus colecciones fueron publicadas en ruso: "Народ-победитель" y "Песня, мечта и любовь".
Los compositores Khizgil Khanukaev y Yuno Avshalumov escribieron música para los versos de Zoya Semenduyeva.

### Aliá
En diciembre de 1992, Zoya Semenduyeva emigró a Israel. En Israel, sus poemas han sido publicados en la colección "Liberación" (en Juhuri: "Говлеи") y en 1998 publicó una nueva colección de poemas "En el Obelisco" ("У обелиска. Бовор сохденуьм") y el cual incluyó trabajos en juhuri y traducciones de algunos de sus poemas al ruso. En 2007, publicó el libro "La hija de dos padres" (Juhuri: "Духдер эн дуь бебе") y el cual incluye el guion teatral del mismo nombre y cuentos de hadas. Zoya Semenduyeva también fue publicada en el almanaque literario y periodístico israelí "Perlas" (Juhuri: "Мирвори"). En 1999 se incorporó a la Unión de Escritores Israelíes Nativos del Cáucaso.
Desde 2008 hasta poco antes de su muerte, Zoya Semenduyeva y su marido habían estado participando en el proyecto de traducir el Tanaj (la Biblia hebrea) al juhuri, trabajando en la edición y corrección del texto. La proficiencia de Semenduyeva y su marido en el idioma juhiri y su experiencia previa en publicación de libros contribuyeron en gran medida a la implementación de este proyecto.

## Familia
Semenduyeva tuvo dos hijos, Igor y Semyon, y tres hijas, Evgeniya, Tamara, y Svetlana, quienes le dieron sus nueve nietos y dieciséis bisnietos. También tuvo un hermano llamado Chaim. Después de emigrar a Israel, residió en Kfar Yona. Sus hijas Tamara y Svetlana también han escrito poesía, y su nieto Daniel Semenduyev traduce poesía de hebreo a ruso y de ruso a hebreo.

## Muerte
Semenduyeva falleció el 9 de abril de 2020 en Netanya, Israel.

## Obras
- Ватан Советиму (1960)
- Войгей дуьл (1967)
- Мозоллуье духдер догььи (1971)
- Комуне (1974)
- Э сер билогь (1979)
- Учитель (1981)
- Бовор сохденуьм (1984)
- Астарай ме (1988)
- Околица (1992)
- У обелиска. Бовор сохденуьм (1998)
- Духдер дуь бебе (2007)
- Мать солдата (2012)